# مينورو ايواتا (لاعب كرة قاعدة)
مينورو ايواتا (باليابانية: 岩田稔؛ بالكانا: いわた みのる) هو لاعب كرة قاعدة ياباني، ولد في 31 أكتوبر 1983 في موريغوتشي في اليابان.

## وصلات خارجية
- مينورو ايواتا على موقع الدوري الياباني لكرة القاعدة (الإنجليزية)
- مينورو ايواتا على موقعبيزبول رفرنس.كوم (الدوري الثانوي) (الإنجليزية)